# Olesicampe
Olesicampe är ett släkte av steklar som beskrevs av Förster 1869. Olesicampe ingår i familjen brokparasitsteklar.

## Bildgalleri

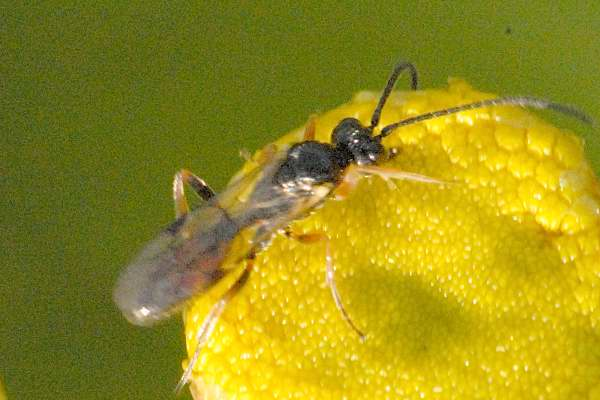
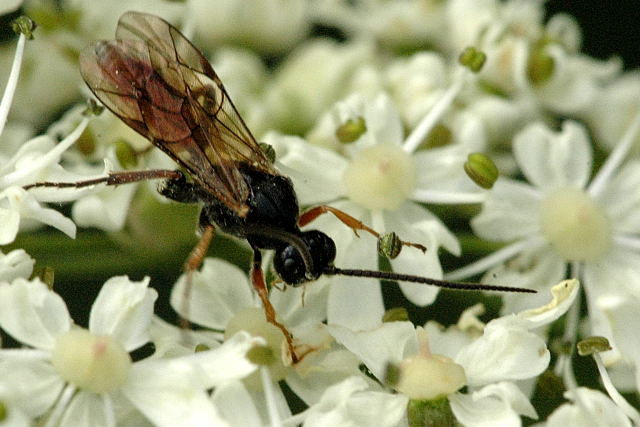
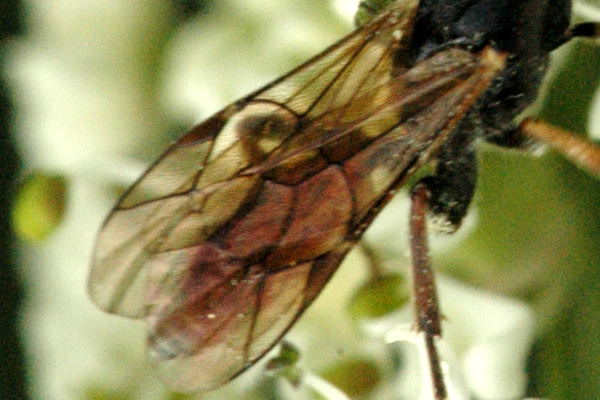
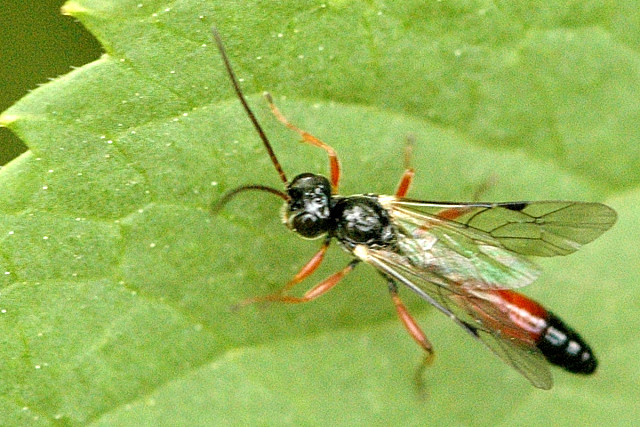
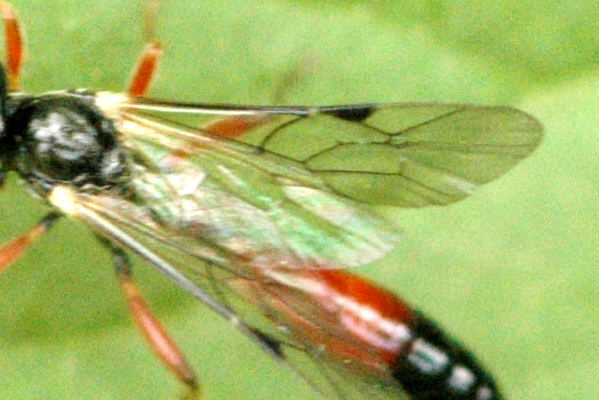
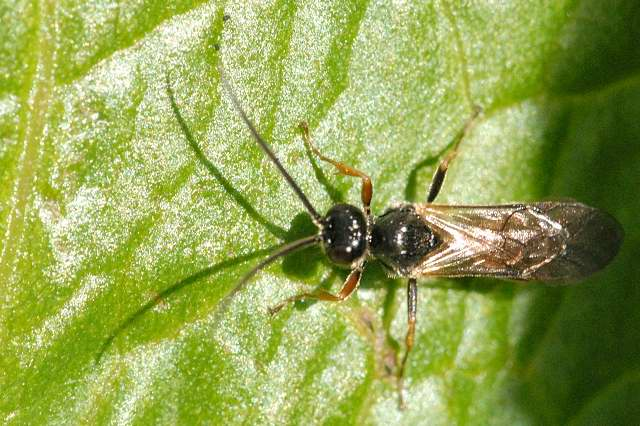

## Dottertaxa tillOlesicampe, i alfabetisk ordning[1][2]
- Olesicampe abnormis
- Olesicampe affinis
- Olesicampe alaskensis
- Olesicampe albispina
- Olesicampe alboplica
- Olesicampe alpestris
- Olesicampe alpina
- Olesicampe annulata
- Olesicampe annulitarsis
- Olesicampe argentata
- Olesicampe atypica
- Olesicampe auctor
- Olesicampe banffensis
- Olesicampe barbata
- Olesicampe basalis
- Olesicampe beginii
- Olesicampe bimaculata
- Olesicampe binotata
- Olesicampe brachyura
- Olesicampe breviseta
- Olesicampe buccata
- Olesicampe californica
- Olesicampe canaliculata
- Olesicampe cavigena
- Olesicampe clandestina
- Olesicampe clypearis
- Olesicampe cognata
- Olesicampe confinis
- Olesicampe conformis
- Olesicampe conglomerata
- Olesicampe consobrina
- Olesicampe consueta
- Olesicampe crassitarsis
- Olesicampe curtigena
- Olesicampe cushmani
- Olesicampe decora
- Olesicampe delicata
- Olesicampe dentata
- Olesicampe deposita
- Olesicampe depressa
- Olesicampe egregia
- Olesicampe elongata
- Olesicampe errans
- Olesicampe erythropyga
- Olesicampe extrema
- Olesicampe femorella
- Olesicampe flaveolata
- Olesicampe flaviclypeus
- Olesicampe flavicornis
- Olesicampe flavifacies
- Olesicampe flaviricta
- Olesicampe forticostata
- Olesicampe fossata
- Olesicampe fulcrans
- Olesicampe fulviventris
- Olesicampe gallicator
- Olesicampe genalis
- Olesicampe geniculata
- Olesicampe geniculatae
- Olesicampe geniculella
- Olesicampe genuicincta
- Olesicampe gibba
- Olesicampe gracilipes
- Olesicampe heterogaster
- Olesicampe illepida
- Olesicampe incompleta
- Olesicampe incrassator
- Olesicampe insidiator
- Olesicampe johnsoni
- Olesicampe kincaidi
- Olesicampe lata
- Olesicampe laticeps
- Olesicampe longicornis
- Olesicampe longipes
- Olesicampe lophyri
- Olesicampe lucida
- Olesicampe macellator
- Olesicampe melanogaster
- Olesicampe mimetica
- Olesicampe montezuma
- Olesicampe monticola
- Olesicampe nematicida
- Olesicampe nematorum
- Olesicampe nigricoxa
- Olesicampe nigridorsis
- Olesicampe nigrifemur
- Olesicampe nigroplica
- Olesicampe obscura
- Olesicampe obscuripes
- Olesicampe ocellata
- Olesicampe pagana
- Olesicampe pallidipes
- Olesicampe paludicola
- Olesicampe patellana
- Olesicampe patula
- Olesicampe peraffinis
- Olesicampe peregrina
- Olesicampe petiolata
- Olesicampe pikonemae
- Olesicampe plena
- Olesicampe praecox
- Olesicampe praeoccupator
- Olesicampe proterva
- Olesicampe prussica
- Olesicampe pteronideae
- Olesicampe pubescens
- Olesicampe punctitarsis
- Olesicampe radiella
- Olesicampe ratzeburgi
- Olesicampe retusa
- Olesicampe ruficornis
- Olesicampe rugulosa
- Olesicampe sericea
- Olesicampe signata
- Olesicampe sinuata
- Olesicampe sordidella
- Olesicampe spireae
- Olesicampe sternella
- Olesicampe stigmatica
- Olesicampe tarsator
- Olesicampe tecta
- Olesicampe terebrator
- Olesicampe teutonum
- Olesicampe thapsicola
- Olesicampe thoracica
- Olesicampe tianschanica
- Olesicampe transiens
- Olesicampe typica
- Olesicampe umbrata
- Olesicampe vetula
- Olesicampe vetusta
- Olesicampe vexata
- Olesicampe virginiensis
- Olesicampe vitripennis